# حزب العمال السنغافوري
حزب العمال السنغافوري (بالإنجليزية: Workers' Party)‏ هو حزب سياسي سنغافوري، أسس في 1957، أمينه العام هو Low Thia Khiang ‏.

## أعضاء بارزون
- كود سباركل
- تحديث القائمة

- J. B. Jeyaretnam (1971 - 2001)
- Low Thia Khiang
- Sylvia Lim
- Pritam Singh
- زنغ قو يوان
- Chen Show Mao
- تانغ ليانغ هونج
- Francis Seow
- Lee Li Lian
- Daniel Goh